# Jerzy Turowicz

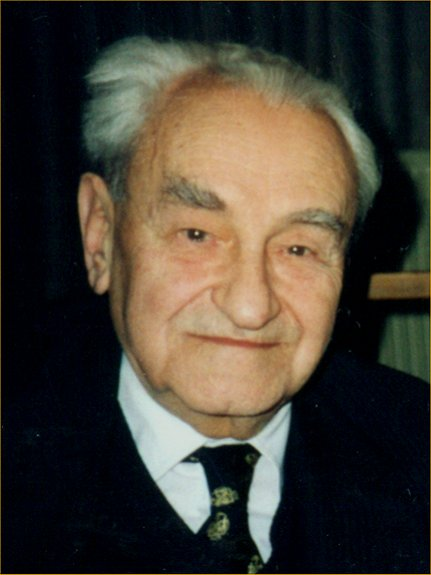
Jerzy Turowicz, Warschau, 1994

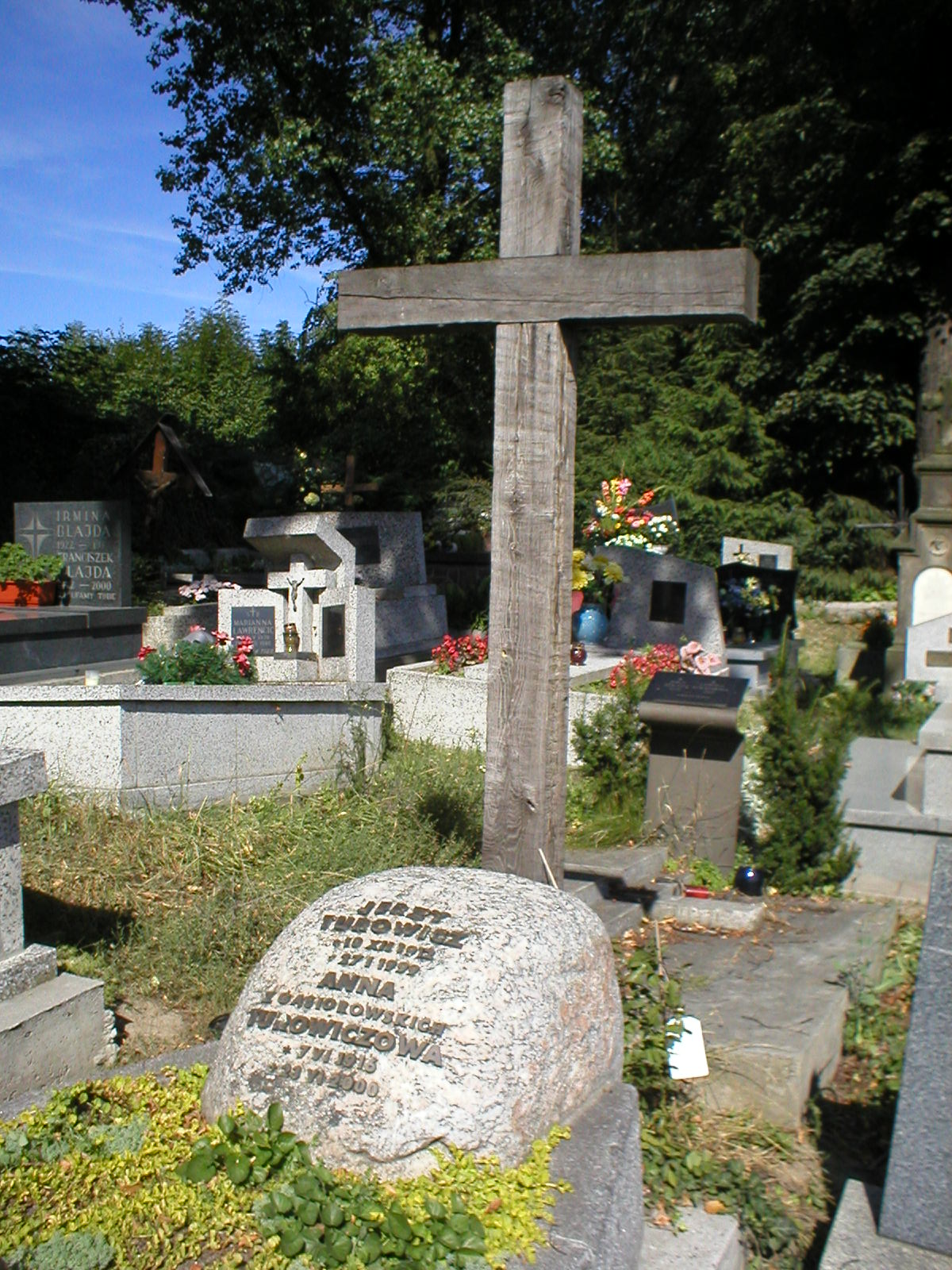
Grabmal von Jerzy und Anna Turowicz auf dem Friedhof in Tyniec

Jerzy Turowicz (* 10. Dezember 1912 in Krakau; † 27. Januar 1999 ebenda) war ein polnischer Journalist, Gründer sowie 1945–1953 und 1956–1999 Hauptredakteur der katholischen Wochenschrift „Tygodnik Powszechny“. Er bekleidete den Redakteursposten insgesamt 51 Jahre lang.
Während des Zweiten Weltkrieges war er in der katholischen Widerstandsbewegung „Unia“ tätig.
Unter seiner Führung wurde „Tygodnik Powszechny“ zur Stimme der weltoffenen polnischen Katholiken. Zu Stalins Zeiten wurde die Redaktion von der Zensur schikaniert. Nach dem Tode Stalins im März 1953 weigerte sich Turowicz einen Nachruf zu veröffentlichen. Daraufhin wurde die Wochenschrift von den Behörden geschlossen. Die Schriftleitung wurde den regimetreuen Katholiken von der „PAX“-Gruppe übergeben. Erst infolge des „Polnischen Oktobers“ 1956 wurde die Wochenschrift den rechtmäßigen Redaktion zurückgegeben.
1964 unterzeichnete Turowicz den „Protestbrief der 34“ gegen die anwachsende Begrenzung der Wortfreiheit.
In den 1980er Jahren galt die von Turowicz geführte Wochenschrift als Presseorgan der oppositionellen Kreise.
Turowicz war 1960–1990 Vorsitzender der „Znak“ (poln. „Zeichen“)-Verlagsanstalt. Er war Mitglied des Runden Tisches.
Er war ein eifriger Anhänger des 2. Vatikanischen Konzils. Er förderte die Kreise, die die Modernisierung der katholischen Kirche begrüßten. Er verfasste ein Buch „Die Kirche ist kein Unterseeboot“. 1999 erschien im Znak-Verlag eine Sammlung seiner Feuilletons „Eintrittskarte zum Paradies“.
Er war Mitglied des Polnischen Schriftstellerverbandes und Ehrenvorsitzender des Rates für Ethische Medien. Er war Mitglied des Klubs der katholischen Intelligenz.
Durch seine Kompromisslosigkeit hatte er oft Auseinandersetzungen mit der offiziellen Kirche. Von den nationalkonservativen Kreisen wurde er verhasst, von der katholischen Intellektuellen als Altmeister verehrt. Er wurde mit der Ehrendoktorwürde der Jagiellonen-Universität ausgezeichnet.
Er war oft Gast bei der Krakauer Kleinkunstbühne „Piwnica pod Baranami“

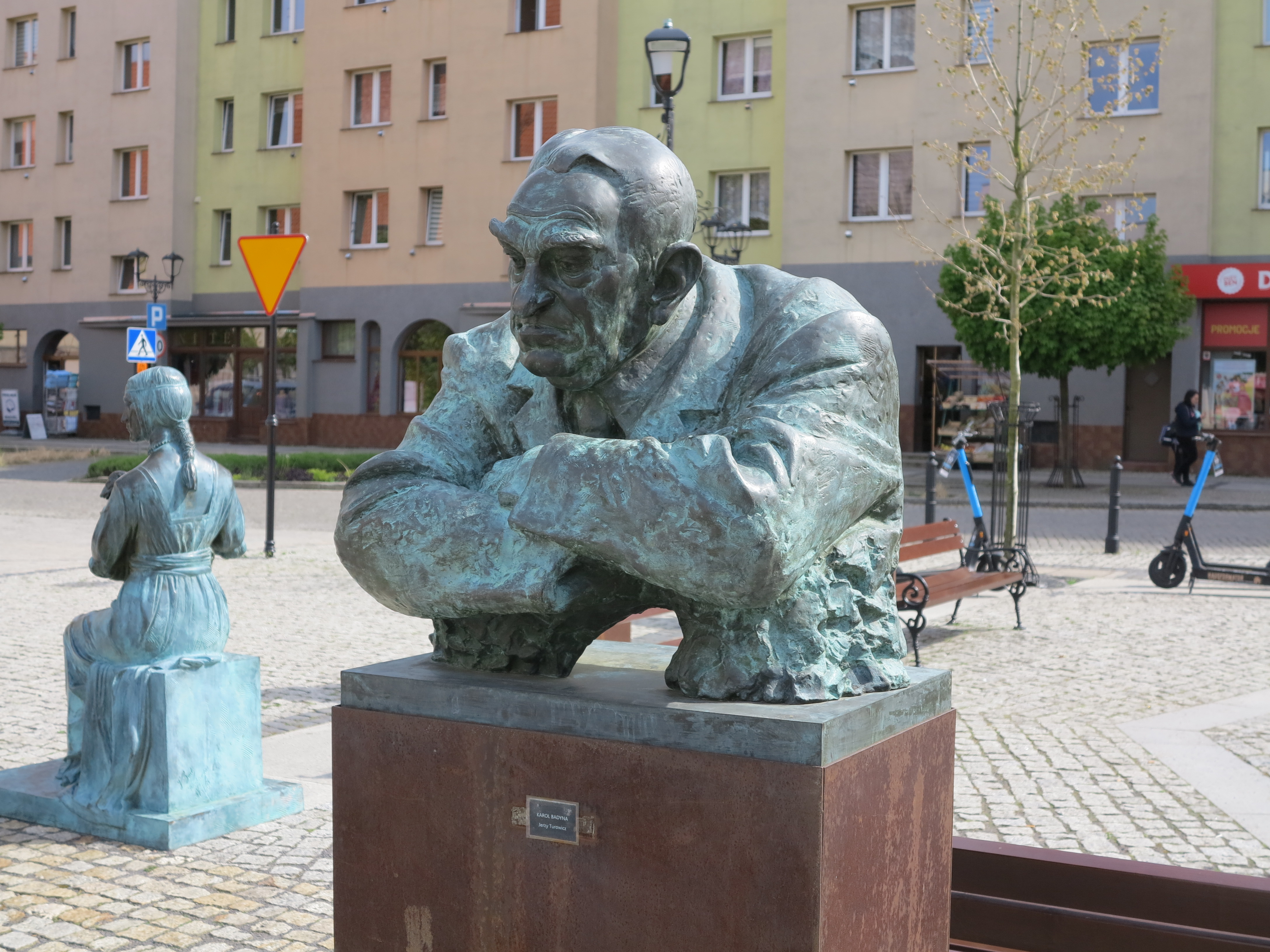
Jerzy Turowicz dargestellt von Karol Badyna auf dem Oberen Markt von Lwówek Sląski